# Liste der Baudenkmäler in Gundelsheim (Oberfranken)
Auf dieser Seite sind die Baudenkmäler in der oberfränkischen Gemeinde Gundelsheim zusammengestellt. Diese Tabelle ist eine Teilliste der Liste der Baudenkmäler in Bayern. Grundlage ist die Bayerische Denkmalliste, die auf Basis des Bayerischen Denkmalschutzgesetzes vom 1. Oktober 1973 erstmals erstellt wurde und seither durch das Bayerische Landesamt für Denkmalpflege geführt wird. Die folgenden Angaben ersetzen nicht die rechtsverbindliche Auskunft der Denkmalschutzbehörde.
 Diese Liste gibt den Fortschreibungsstand vom 10. März 2023 wieder und enthält 9 Baudenkmäler.

## Baudenkmäler
| Lage                                                               | Objekt                                                                             | Beschreibung | Akten-Nr.             | Bild           |
| ------------------------------------------------------------------ | ---------------------------------------------------------------------------------- | --- | --------------------- | -------------- |
| Bachstraße 4 (Standort)                                            | Scheune eines Bauernhofs                                                           | Sandsteinquader, Satteldach, Ende 18. Jahrhundert | D-4-71-137-1 Wikidata | BW             |
| Bamberger Straße 6 (Standort)                                      | Bauernhaus                                                                         | Eingeschossiger, giebelständiger Schopfwalmdachbau, Giebel Fachwerk, zweite Hälfte 18. Jahrhundert, stark verändert                                                           | D-4-71-137-2 Wikidata | BW             |
| Bamberger Straße 6 (Standort)                                      | Stadel                                                                             | Fachwerk, Satteldach, 18. Jahrhundert | D-4-71-137-2          | BW             |
| Bamberger Straße 9 (Standort)                                      | Wohnstallhaus                                                                      | Eingeschossiger Halbwalmdachbau, giebelfluchtendes Zwerchhaus mit Walmdach, Giebel und Zwerchhaus Fachwerk, 18./19. Jahrhundert                                               | D-4-71-137-3 Wikidata | BW             |
| Hauptstraße 10 (Standort)                                          | Ehemaliges Schulhaus, heute sogenanntes Altes Rathaus                              | Zweigeschossiger Walmdachbau aus Sandstein und Backstein mit Dachreiter, Erdgeschoss 1857/58, Obergeschoss von Gustav Haeberle, 1887/88                                       | D-4-71-137-9 Wikidata | BW             |
| Hauptstraße 23 (Standort)                                          | Ehemaliges Brauhaus                                                                | Dreigeschossiger, giebelständiger Satteldachbau. Erdgeschoss aus Sandsteinquadern, Obergeschosse aus Ziegelmauerwerk, im Kern um 1800, Erweiterungen um 1850 und 1934         | D-4-71-137-8 Wikidata | BW             |
| Lindenstraße (Standort)                                            | Bildstock                                                                          | Viereckiger Schaft mit Nischenaufsatz und Eisenkreuz, wohl zweite Hälfte 19. Jahrhundert, zugehörig Pflanzung von zwei Linden                                                 | D-4-71-137-5 Wikidata | BW             |
| Nähe Hauptstraße (Standort)                                        | Ehemalige katholische Filialkirche Septem Dolores, heute evangelische Markuskirche | Saalbau mit Satteldach und Giebelturm, Chor mit Strebepfeilern besetzt, Sakristeianbau, von Gustav Haeberle, 1903; Erweiterung von Erhard Steiler, bez. 1933; mit Ausstattung | D-4-71-137-4 Wikidata | weitere Bilder |
| Nähe Karmelitenstraße, beim Neubauviertel am Fürstenweg (Standort) | Bildstock                                                                          | Rechteckiger Schaft mit Nischenaufsatz, Spitzbogen und Steinkreuz, 19. Jahrhundert                                                                                            | D-4-71-137-7 Wikidata | BW             |
| Untere Bachstraße 7 (Standort)                                     | Wohnstallhaus                                                                      | Eingeschossiger Halbwalmdachbau, giebelfluchtendes Zwerchhaus mit Walmdach, Giebel und Zwerchhaus Fachwerk, 18./19. Jahrhundert                                               | D-4-71-137-6          | BW             |